# Dapci
Dapci je naselje u Republici Hrvatskoj, u sastavu Grada Čazme, Bjelovarsko-bilogorska županija. 

## Povijest
Crkva sv. Katarine u Dapcima građena je od 1836. do 1838. godine. Zbog bolesti tadašnjeg župnika, za Božić 1931. godine u župi je kratko djelovao Alojzije Stepinac, koji je u to vrijeme bio nadbiskupski obredničar.

## Stanovništvo
Prema popisu stanovništva iz 2001. godine, naselje je imalo 231 stanovnika te 80 obiteljskih kućanstava.

Prema popisu stanovništva 2021. godine naselje je imalo 184 stanovnika.
| broj stanovnika | 222   | 260   | 238   | 264   | 286   | 307   | 342   | 388   | 401   | 397   | 335   | 313   | 264   | 225   | 231   | 189   | 184   |
|                 | 1857. | 1869. | 1880. | 1890. | 1900. | 1910. | 1921. | 1931. | 1948. | 1953. | 1961. | 1971. | 1981. | 1991. | 2001. | 2011. | 2021. |

## Poznate osobe
- Franjo Ivaniček, antropolog

## Šport
- NK Dapci, nogometni klub